# Mein Vater, der Kaiser
| Figur              | Darsteller           | Deutscher Sprecher     |
| ------------------ | -------------------- | ---------------------- |
| Augustus           | Peter O’Toole        | Jochen Schröder        |
| Der junge Augustus | Benjamin Sadler      | Benjamin Sadler        |
| Julius Caesar      | Gérard Klein         | Frank Glaubrecht       |
| Julia              | Vittoria Belvedere   | Katrin Fröhlich        |
| Agrippa            | Ken Duken            | Ken Duken              |
| Livia              | Charlotte Rampling   | Uta Hallant            |
| Die junge Livia    | Martina Stella       | Marie Bierstedt        |
| Maecenas           | Russell Barr         | Gerrit Schmidt-Foß     |
| Marcus Antonius    | Massimo Ghini        | Erich Räuker           |
| Cicero             | Gottfried John       | Gottfried John         |
| Gaius              | Dhafer Mohamed Felah | Maximilian Artajo      |
| Iullus             | Juan Diego Botto     | Nicolas Böll           |
| Farmer             | Massimo Sarchielli   | Viktor Deiß            |
| Lucius Tutilius    | Alexander Strobele   | Alexander Strobele     |
| Lucius             | Valentin             | Lino Hirthe            |
| Atia               | Valeria D'Obici      | Friederike Aust        |
| Octavia            | Elena Ballesteros    | Berenice Weichert      |
| Tiberius           | Michele Bevilacqua   | Peter Flechtner        |
| Scipio             | Giampiero Judica     | Norman Matt            |
| Lepidus            | Michael Reale        | Peter Reinhardt        |
| Cleopatra          | Anna Valle           | Arianne Borbach        |
| Cassius            | Achille Brugnini     | Bodo Wolf              |
| Brutus             | Antonio Petrocelli   | Hans-Jürgen Dittberner |
| Plancus            | Paolo Scalabrino     | Lutz Schnell           |

Mein Vater, der Kaiser (auch Augustus – Mein Vater, der Kaiser) ist ein Historienfilm aus dem Jahr 2003. In den Hauptrollen spielen Peter O’Toole und Vittoria Belvedere. Die deutsche Erstausstrahlung erfolgte am 6. und 7. Januar 2004 im ZDF. Der Film war als Auftakt einer sechsteiligen Fernsehreihe geplant, die aber bereits nach dem Nachfolger Nero – Die dunkle Seite der Macht (2004) eingestellt wurde. 

## Handlung
Als Augustus auf seinem Sterbebett liegt, erinnert er sich an die Ereignisse, die zum Exil seiner Tochter Julia führten.
Nach einem Attentat auf sein Leben wird Marcus Agrippa, Augustus' ältester Freund sowie Julias Ehemann und Vater ihrer Kinder, zu seinem Schutz nach Rom zurückgerufen. Auf dem Rückweg nach Rom stirbt er jedoch an einem Fieber. Als Augustus die Nachricht hört, tröstet er Julia, indem er sich an seinen Aufstieg zur Macht zusammen mit Agrippa erinnert.
Nach ihrem Erfolg im Dienst von Julius Caesar, Octavius' Großonkel, während der letzten Schlacht von Caesars Bürgerkrieg, werden sie zusammen mit Maecenas nach Mazedonien geschickt, um ihre Ausbildung als Soldaten und Diplomaten fortzusetzen. Kurz darauf hören sie jedoch Nachrichten von der Ermordung des Cäsars und, dass Octavius zu seinem Erben ernannt wurde, was sie zwingt, nach Rom zurückzukehren.
Im anschließenden Machtkampf nach Caesars Tod ist Octavius gezwungen, sich mit Marcus Antonius, Caesars rechter Hand, zu verbünden. Bei ihrer Verfolgung von Marcus Junius Brutus, Gaius Cassius Longinus und ihren Mitverschwörern eliminiert eine Welle von Hinrichtungen, die sich über ganz Rom ausbreitet, praktisch die alte römische herrschende Klasse, einschließlich Cicero und Livias Vater. Nach der Schlacht von Philippi teilen Octavius und Marcus Antonius die Regierung des Imperiums zwischen ihnen auf, wobei Antonius Ägypten und Octavius Rom erobert. Octavius heiratet Scribona, während Antonius Octavius' ältere Schwester Octavia heiratet. Nach Julias Geburt verlässt Octavius sie jedoch, um Livia zu heiraten, was Julia bis heute ablehnt.
Sie regieren Rom mit Maecenas und Agrippa und arbeiten daran, die Infrastruktur Roms zu verbessern, indem sie Agrippas Fähigkeiten als Architekt und Maecenas' Wissen über Recht und Politik einsetzen. Antonius wird jedoch der Liebhaber der ägyptischen Königin Cleopatra. Von der ägyptischen Kultur der Göttlichkeit eingenommen, verlässt er Octavia und erklärt Rom den Krieg. Schließlich wird Ägypten nach der Schlacht von Actium von Octavius, Agrippa und Maecenas erobert. Während Agrippa jedoch anstrebt, die Republik wiederherzustellen, möchte Maecenas, dass Octavius Kaiser von Rom wird. Octavius erhält den Titel Augustus, wird als Alleinherrscher des Imperiums anerkannt, lehnt aber den Königstitel ab.
In der heutigen Zeit, einige Monate nach Agrippas Tod, zwingen Augustus und Julia Livia, Livias Sohn Tiberius zu heiraten. Beide sind mit dem Arrangement nicht zufrieden, da Tiberius glücklich verheiratet ist und Julia in Iullus verliebt ist, Marcus Antonius' Sohn, den Augustus nach der Eroberung Roms verschont hat und der von Octavia aufgezogen wurde. Um Julias Gefühle zu schonen, schickt Augustus Tiberius nach Gallien und sagt Julia, dass sie ihre Beziehung zu Iullus fortsetzen kann, vorausgesetzt, sie sind diskret. Ohne Kenntnis von beiden, plant Iullus, Augustus zusammen mit Julias Halbbruder Scipio als Rache für Augustus' Verbrechen gegen ihre Eltern zu ermorden.
Als Tiberius von Julias Beziehung zu Iullus erfährt, kehrt er wütend nach Rom zurück, um sie zu konfrontieren, weil sie ihn entehrt hat. Als sie sich weigert, sich ihm zu unterwerfen, greift er sie an und vergewaltigt sie. Julia erleidet danach einen Nervenzusammenbruch und vertraut Iullus an, dass sie wünscht, ihr Vater würde sterben, damit ihr Leiden endet. Iullus und Scripo verschwören sich, Augustus sowohl um Julias als auch um ihre eigenen Willen zu töten. Tiberius, der plant Iullus wegen Untreue mit seiner Frau zu töten, belauscht die Verschwörung und informiert seine Mutter. Livia beschließt, Iullus auf frischer Tat zu ertappen, sich dabei von Julia zu befreien und Augustus darauf zu konzentrieren, Tiberius als seinen Nachfolger zu akzeptieren.
Der Mordplan wird vereitelt, als der Lärm Livia, Julia und Tiberius zum Tatort alarmiert. Tiberius verwundet Iullus tödlich und rettet Augustus, gerade als Julia eintritt. Bevor er stirbt sagt Iullus zu Julia: „Ich habe es für dich getan.“
Obwohl Julia nichts von der Verschwörung wusste, fordert Augustus den Senat auf, sie wegen Ehebruchs ins Exil zu schicken. Er teilt ihr seine Entscheidung mit, sie zu verbannen, und besteht darauf, ihre Kinder zu behalten. Bevor sie geht, sagt Julia zu Augustus, es wäre freundlicher gewesen, sie bei der Geburt zu töten und dass sie zumindest ihre Kinder genug liebt, um sie nicht so zu benutzen, wie er es bei ihr getan hat. Kurz nachdem Julia verbannt wurde, sterben ihre beiden Söhne an Fieber.
Zurück auf seinem Sterbebett ruft Augustus nach Julia. Sie enthüllt, dass sie verkleidet nach Rom zurückgekehrt ist und geht zu seinem Bett, obwohl sie sich weigert, seine Hand zu nehmen. Als er sie jedoch fragt: „Habe ich meine Rolle in der Komödie des Lebens gut gespielt?“, nimmt Livia die Totenmaske ab, küsst seine Stirn und legt sie selbst über Augustus' lächelndes totes Gesicht.

## Kritik
„Der opulent ausgestattete Geschichtsbilderbogen beschreibt in zeitgreifenden Rückblenden Aufstieg und Machtkonsolidierung des römischen Kaisers und beschwört mit Verrat, Betrug und Intrigen im antiken Rom große Emotionen.“